# Loxothylacus perarmatus
Loxothylacus perarmatus is een krabbezakjessoort uit de familie van de Sacculinidae. De wetenschappelijke naam van de soort is voor het eerst geldig gepubliceerd in 1958 door Reinhard & Reischman.